# 莫涅维尔
莫涅维尔（法語：Mogneville，法語發音：[mɔɲvil]）是法国瓦兹省的一个市镇，属于克莱蒙区。

## 地理
莫涅维尔（49°18'52"N, 2°28'18"E）面积3.91 平方千米，位于法国上法蘭西大區瓦兹省，该省份为法国北部内陆省份，北起索姆省，西接厄尔省和滨海塞纳省，南至塞纳-马恩省和瓦兹河谷省，东临埃纳省。
与莫涅维尔接壤的市镇（或旧市镇、城区）包括：利扬库尔、蒙希圣埃卢瓦、昂日库尔、科夫里、韦尔德罗讷。
莫涅维尔的时区为UTC+01:00、UTC+02:00（夏令时）。

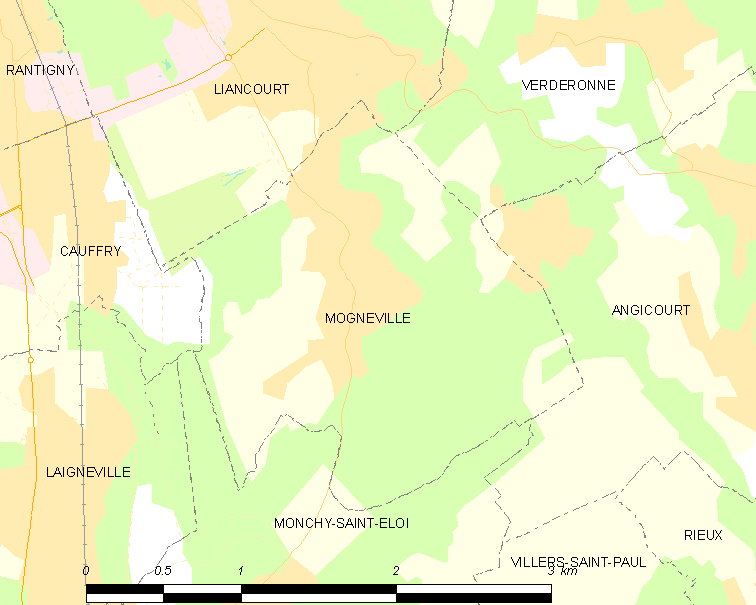
莫涅维尔的OSM定位图

## 行政
莫涅维尔的邮政编码为60140，INSEE市镇编码为60404。

## 政治
莫涅维尔所属的省级选区为瓦兹河畔诺让县。

## 人口

1962-2008年间莫涅维尔人口变化图示

莫涅维尔于2022年1月1日时的人口数量为1495人。